# Мозельско-франкские диалекты

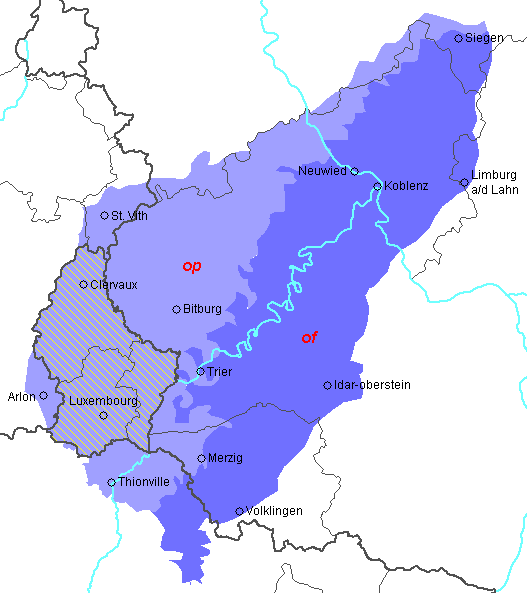
Область распространения мозельско-франкских диалектов

Мозельско-франкские диалекты (нем. Moselfränkisch, также Muselfränkesch) — диалекты немецкого языка, входящие в средненемецкую группу диалектов. В рамках группы мозельско-франкские диалекты позиционируются как среднефранкские диалекты западно-средненемецкого пространства. Сами носители мозельско-франкских диалектов предпочитают относить себя к носителям нижненемецкого языка, хотя с точки зрения диалектологии эти диалекты имеют мало параллелей, поэтому не могут считаться родственными.
Диалекты имеют существенные отличия от литературного немецкого языка. Так, обычное в Германии приветствие	Guten Morgen! в устах носителей данных диалектов может принять вид Gudde Moien!, Goode Morje! или Goode Moin! Другие примеры: Schoof [ʃɔːf] и Schaf, Döppen, Deppen / Dippe [døpən] и Topf, Päad, Pärd [pɛːɐt] и Pferd и т. д.
В состав группы включают трирский (Trierisch), айфельский (Eifler Mundart), зигерландский (Siegerländisch) и среднелотарингский (Mittellothringisch) диалекты, а также люксембургский язык, чаще считающийся самостоятельным языком из-за того, что большинство носителей прочих диалектов испытывают затруднения в его понимании.